# 安格拉核電廠

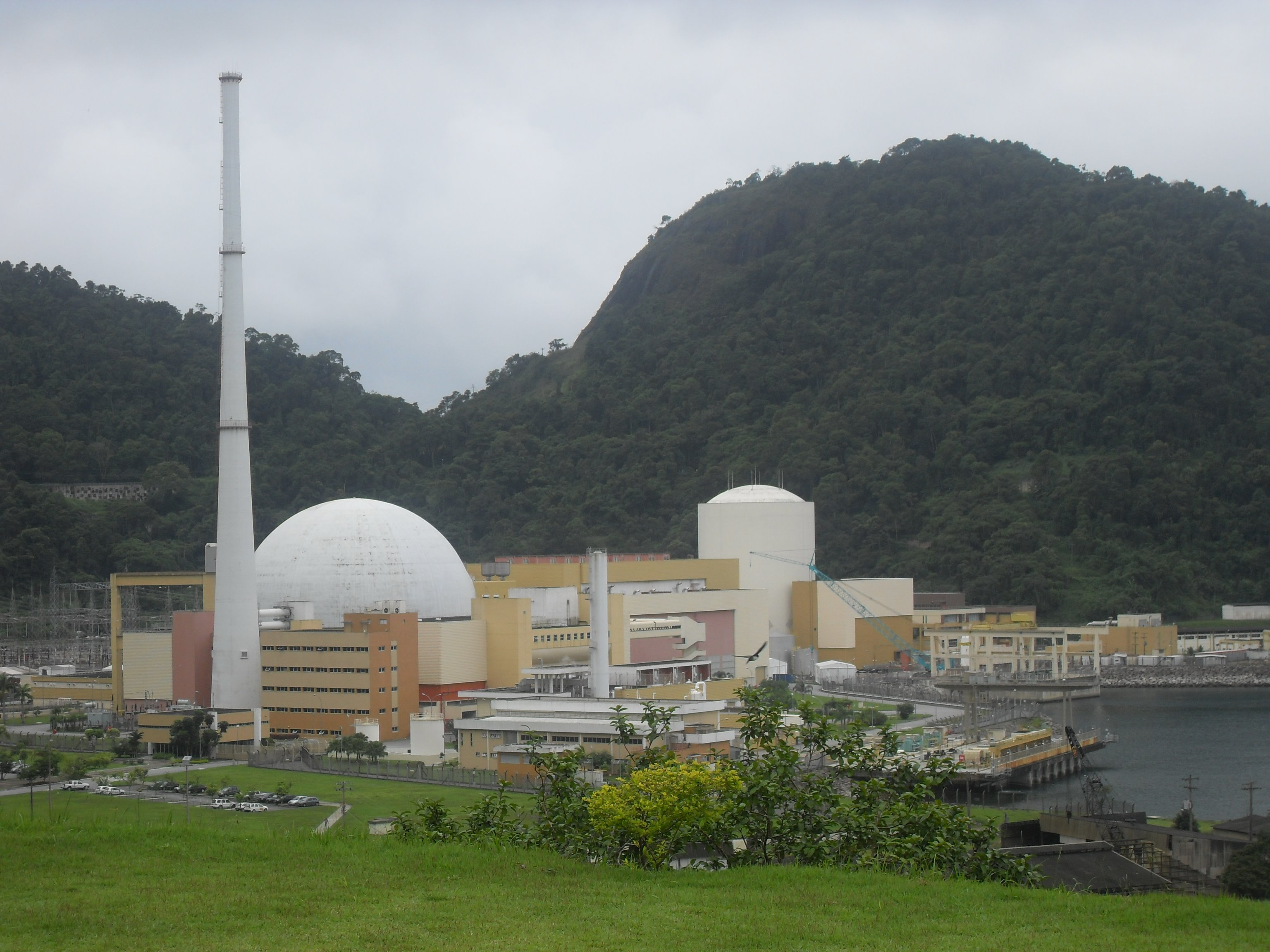

安格拉核電廠，是巴西唯一的一座核能發電廠。該座電廠位於里約熱內盧州的安格拉多斯黑斯的 Central Nuclear Almirante Álvaro Alberto (CNAAA) 。其包含了兩座壓水反應爐，首先在1985年啟用的安格拉一號的淨輸出為657兆瓦，而安格拉二號在2000年啟用，淨輸出1,350兆瓦。而尚未啟用的安格拉三號則計畫輸出1,350兆瓦的電力。

## 外部連結
- Eletronuclear Official Website （页面存档备份，存于）
- How Brazil Spun the Atom （页面存档备份，存于）

23°00′30″S 44°28′26″W / 23.00833°S 44.47389°W